# Dimităr Petkov

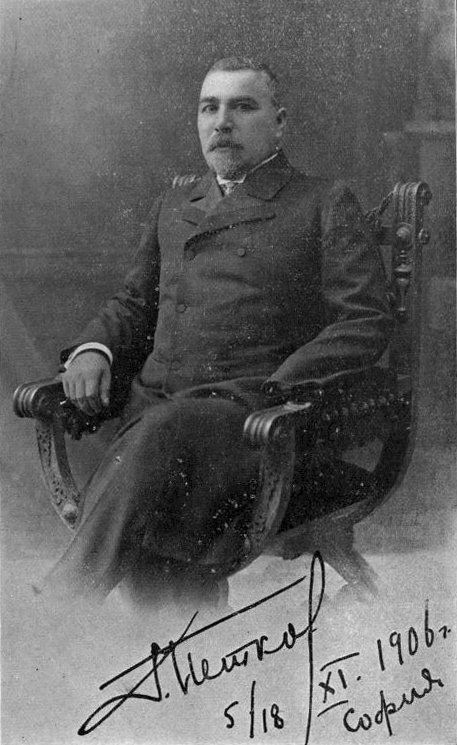
Dimităr Petkov

Dimităr Nikolov Petkov (Димитър Николов Петков), född 1858 i närheten av Tulcea, död 11 mars 1907 i Sofia (mördad), var en bulgarisk politiker. 
Petkov kämpade mot turkarna i upproret 1876 och i rysk-turkiska kriget (1877–1878) och förlorade därunder sin vänstra hand, var under bulgariska krisen en av Stefan Stambolovs trognaste anhängare och ägde hans organ "Svoboda". Han blev 1888 borgmästare i Sofia, om vars modernisering han inlade stora förtjänster, valdes 1892 till sobranjens president, var 1893–94 arbetsminister i Stambolovs ministär och övertog efter mordet på denne 1895 ledningen av det stambolovistiska partiet. 
Då Ratjo Petrov under den makedonska krisen i maj 1903 bildade ministär, blev Petkov, som ansågs fortsätta Stambolovs strävanden att upprätthålla gott förhållande till Osmanska riket, inrikesminister, och efter Petrovs avgång i november 1906 övertog han chefskapet i ministären. Petkov var en kraftnatur i Stambolovs stil, och hans hårdhänta sätt att upprätthålla ordningen framkallade det revolverattentat, som kostade honom livet.